# Plan von Truschet und Hoyau

Plan von Truschet und Hoyau: La ville, cité et Université de Paris

Der Mitte des 16. Jahrhunderts veröffentlichte Plan von Truschet und Hoyau ist nur in einem einzigen Exemplar bekannt. Dieser Stadtplan von Paris ist auch unter dem Namen „Plan von Basel” bekannt, dem Ort seiner Entdeckung.

## Geschichte

### Entdeckung
Dieser Plan wurde 1874 in Basel von Ludwig Sieber, Bibliothekar der Universität, entdeckt oder vielmehr wiedergefunden. Er gehörte zu den Sammlungen der Bibliothek der Familie Amerbach, einer Basler Dynastie von Druckern und Gelehrten, die 1661 von der Universität dieser Stadt erworben wurden. Zusammen mit dem Plan de la Tapisserie ist er der seltenste des 16. Jahrhunderts, da nur ein Exemplar bekannt ist. Er wurde 1877 unter dem Titel
„Plan von Paris unter der Herrschaft Heinrichs II., von Olivier Truschet und Germain Hoyau. Nach dem einzigen Exemplar der Basler Bibliothek von M. F. Hosffbauër unter der Leitung von Louis Sieber, Bibliothekar der Universität Basel, und Jules Cousin, Bibliothekar der Stadt Paris als Faksimile reproduziert.
Das einzige bisher bekannte Exemplar (2014) befindet sich weiterhin in der Universitätsbibliothek Basel.

### Realisierung
Dieser Plan ist ein Auftrag aus dem Jahr 1553 von Gilles Corrozet an zwei Künstler aus der Rue Montorgueil in Paris, den Zeichner Olivier Truschet und den Graveur Germain Hoyau, die sich zusammengetan hatten, um großformatige Bilder zum Aufhängen zu erstellen.
Der Plan von Truschet und Hoyau ist ein Holzschnitt, eine Technik, die seit über einem Jahrhundert in Europa praktiziert und beherrscht wurde. Diese Technik, mit der in großer Stückzahl fromme Bilder und Spielkarten hergestellt werden konnten, ermöglichte zu Beginn der zweiten Hälfte des 16. Jahrhunderts auch die Herausgabe von Stadtplänen und Darstellungen von Städten.

### Herkunft
Laut Alfred Franklin, dem ehemaliger Verwalter der Bibliothèque Mazarine, handelt es sich bei dem 1553 veröffentlichten Plan von Truschet und Hoyau um die älteste Kopie des unter Heinrich II. erstellten offiziellen Großplans:
„Einer sehr wahrscheinlichen Hypothese zufolge handelt es sich bei dem Plan von Truschet und Hoyau um eine mehr oder weniger in den Details veränderte Kopie des großen offiziellen Plans, der unter Heinrich II. gemäß dem Edikt vom 8. September 1550 erstellt wurde. Von diesem Plan, der zweifellos auch als Vorlage für die Pläne von Ducerceau und Belleforest diente, ist übrigens kein Exemplar erhalten. Der Plan von Truschet und Hoyau ist der älteste, und man kann mit Sicherheit sagen, dass er zwischen 1550 und 1552 erstellt wurde.”
Für zeitgenössische Historiker handelt es sich eher um eine Kopie eines großen Plans, der zwischen 1520 und 1530 erstellt und bis in die 1550er Jahre aktualisiert wurde:
„Historiker haben geduldig die Genealogie dieser Pläne (Anm. d. Red.: Plan von Munster, Saint-Victor, Truschet und Hoyau usw.) rekonstruiert und sind zu dem Schluss gekommen, dass es sich um eine Familie handelt. Am Anfang stand ein gemeinsamer Vorfahr: ein großer handgezeichneter Plan von vier mal sechs Metern, der zwischen 1520 und 1530 von einer Werkstatt von „Topografen” im wahrsten Sinne des Wortes erstellt und bis 1550 von derselben Werkstatt aktualisiert wurde.”
Jean Dérens präzisiert sogar, dass sie von einer verkleinerten, verlorenen Kopie des großen handgezeichneten Plans stammt, der zwischen 1523 und 1530 angefertigt wurde.

## Datierung und Darstellung
Ungeachtet der unterschiedlichen Meinungen über die möglichen Vorlagen für diesen Plan sind sich alle Autoren einig, dass diese Karte das Paris der Jahre 1550–1552 darstellt. Diese Datierung ist insofern unproblematisch, als sie durch die zahlreichen historisch datierten Details, die auf diesem Dokument zu finden sind oder auch nicht, gerechtfertigt ist.
Die Stadtmauer von Philippe-Auguste am rechten Ufer, die zwischen 1529 und 1535 abgerissen wurde, ist ebenso verschwunden wie die Tour de Billy, der im Juli 1538 durch eine Explosion zerstört wurde. Der Louvre hat seine mittelalterliche Architektur mit Zinnen und zentralem Bergfried bewahrt. Neue Elemente tauchen auf, wie der Pont Saint-Michel mit seiner neuen doppelten Häuserzeile (1547) oder das neue königliche Arsenal (1549), und eine Reihe von Gebäuden, insbesondere die 1550 fertiggestellten Porte de Nesle und Porte de Buci, sind darauf dargestellt. Andere Elemente wie das Fehlen des großen Bastionsgrabens des Arsenals an der Bastille, mit dessen Bau 1552 begonnen wurde, und die Eröffnung der Rue Neuve-Saint-Paul, heute Rue Charles-V, die im selben Jahr fertiggestellt wurde, ermöglichen eine genauere Datierung des auf diesem Plan dargestellten Paris auf das Jahr 1552.

Verschwinden der Tour de Billy
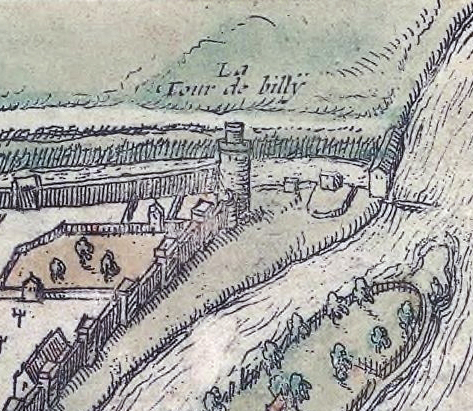
Tour de Billy 1530.
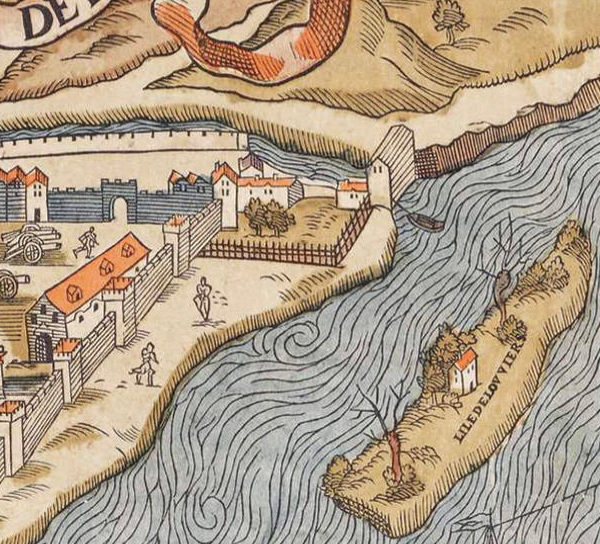
Im Jahr 1550 war die Tour de Billy infolge seiner Explosion von 1538 verschwunden.

Verschwinden der Stadtmauer von Philippe-Auguste
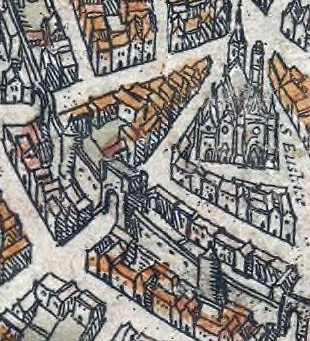
Die Stadtmauer von Philippe Auguste auf Höhe der Rue du Jour um 1530.
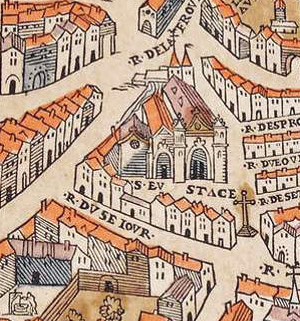
Im Jahr 1550 war die Stadtmauer von Philippe-Auguste verschwunden.

## Beschreibung
Dieser Plan besteht aus acht Blättern, die zusammengesetzt eine Karte von Paris mit einer Breite von 1,33 m und einer Höhe von 0,96 m ergeben. An den vier Ecken sind die vier Himmelsrichtungen dargestellt, oben links das Wappen Frankreichs und oben rechts das Wappen von Paris. Das Wappen Heinrichs II., drei ineinander verschlungene Halbmonde, bestätigt, dass dieser Plan tatsächlich unter der Herrschaft dieses Königs (1547–1559) erstellt wurde.
Wie alle anderen Pläne von Paris aus dem 16. Jahrhundert ist auch der Plan von Truschet und Hoyau nach Osten-Westen ausgerichtet, mit Norden links; Er stellt die Stadt im Maßstab von etwa 1:4.500 dar.
Neben der Stadt selbst zeigt der Plan ein erweitertes Gebiet, das von der Mühle von Gobelins im Süden (rechts auf dem Plan) bis zum Galgen von Montfaucon im Norden (links auf dem Plan) reicht. Im Osten (oben) und Westen (unten) sind in einer stark verkürzten Perspektive mehrere Dörfer und Weiler zu sehen, darunter Montreuil, Vincennes und Bercy auf der einen Seite und Chaillot und Auteuil auf der anderen Seite.

Einige Orte außerhalb von Paris
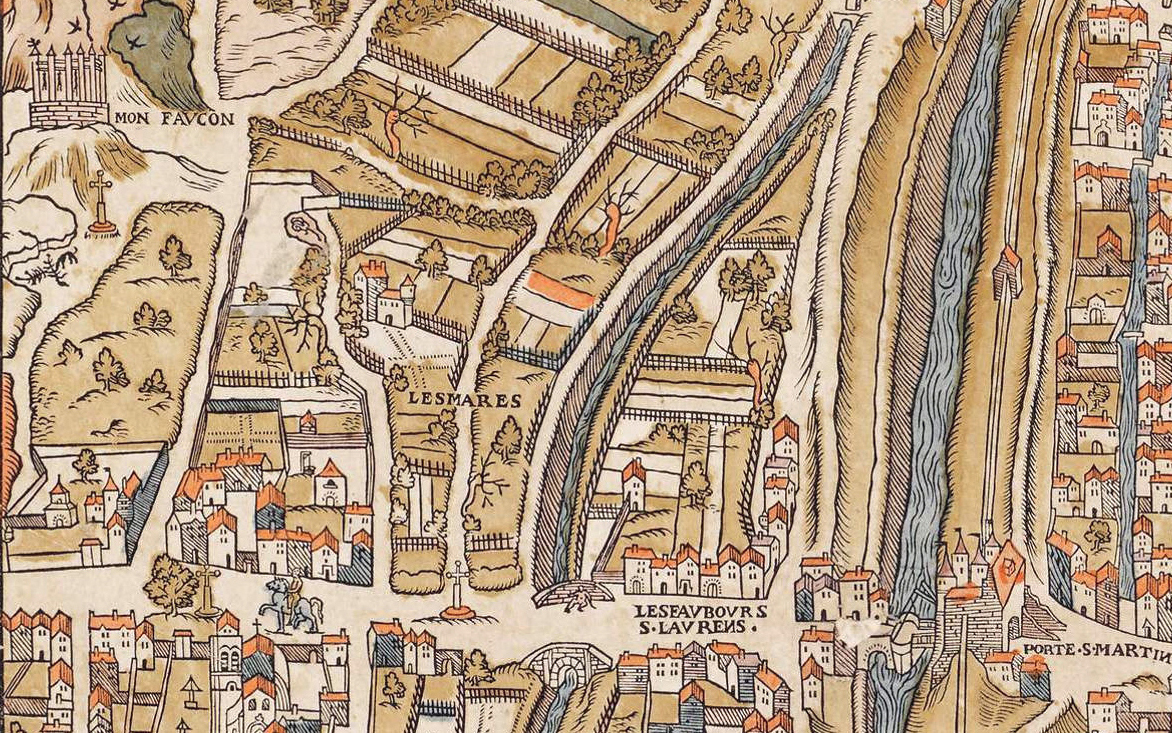
Galgen von Montfaucon (MON FAVCON)
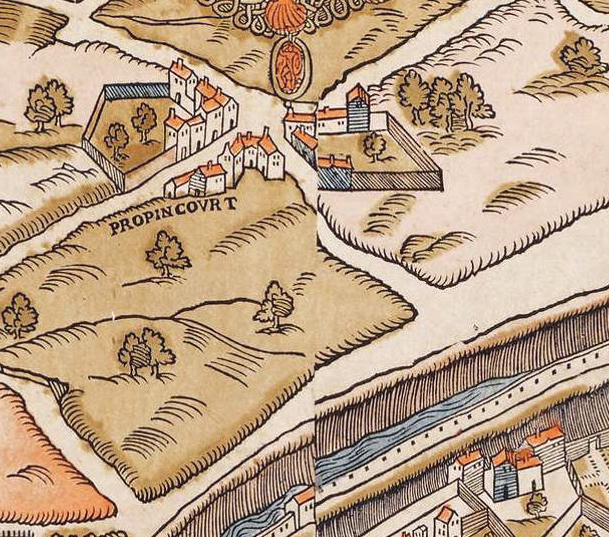
Weiler Popincourt (PROPINCOVRT)
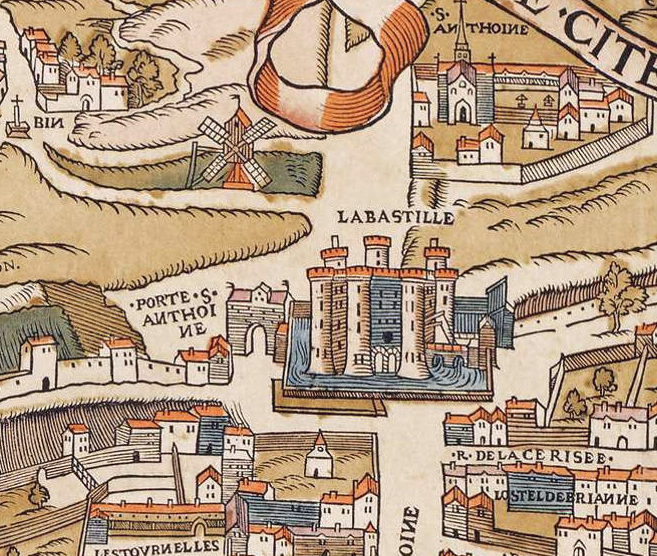
Abtei Saint-Antoine-des-Champs